# Rinze Visser
Rinze Visser (Lemmer, 18 december 1938) is een Nederlandse communistisch politicus en raadslid voor de NCPN in de gemeente De Fryske Marren. Met vijftig jaar onafgebroken raadslidmaatschap is hij in 2025 de langstzittende politicus en tevens een van de laatste communistische volksvertegenwoordigers in Nederland.

## Carrière

### CPN (1958-1986)
Visser werd geboren in 1938 en kwam via zijn vader al vroeg in contact met het communistisch gedachtegoed. Visser werd in 1958 op zijn 21ste lid van de Communistische Partij Nederland en werd in 1970 voor het eerst verkozen in de gemeenteraad van Lemsterland. In de jaren '80 was Visser lid van het partijbestuur van de CPN.
In 1978 bezocht Visser als onderdeel van een CPN partijbestuur-delegatie de DDR en ontmoette hij Erich Honecker. Tijdens het verzoek werd vooral stilgestaan bij het verzet tegen de neutronenbom en werd er een krans gelegd bij het Monument voor de Slachtoffers van Fascisme en Militarisme in Oost-Berlijn.
In 1978 was Visser lijsttrekker bij de provinciale verkiezingen in Friesland, echter er werd toen geen zetel gehaald. In 1979 was Visser kandidaat (plek 17) voor de CPN bij de eerste Europese verkiezingen. Bij de tussentijdse verkiezingen voor de Eerste Kamer in 1980 was Visser tevens een kandidaat.

### HOC/VCN (1982-1992)
Visser was vanaf het begin van de jaren '80 betrokken bij het Horizontaal Overleg van Communisten (HOC), een interne orthodoxe marxistische-leninistische pressiegroep binnen de CPN.Visser verzette zich in het bijzonder tegen de stroming binnen de CPN die de partij wilde laten opgaan in een brede progressieve beweging.
Het HOC zou uiteindelijk zich afsplitsen en zich omvormen tot het Verbond van Communisten in Nederland (VCN). Visser was in 1982 betrokken bij de oprichting van de VCN en werd ook gelijk bestuurslid. Namens de VCN werd hij in 1986 en 1990 herkozen in de gemeenteraad van Lemsterland. Hij was de enige verkozen vertegenwoordiger van de VCN. Visser is daarnaast verscheidene malen kandidaat geweest voor de VCN voor de Tweede Kamer. In 1986 als nummer twee van de VCN en in 1989 als lijsttrekker. 

### NCPN (1992-heden)
Toen in 1991 de CPN definitief ophield te bestaan ging de VCN, samen met enkele lokale communistische groepen, op in de Nieuwe Communistische Partij-NCPN. Ook namens de NCPN bleef Visser raadslid in Lemsterland. In 2014 werd Lemsterland heringedeeld bij de nieuwe gemeente De Fryske Marren. Door de enorme steun in het dorp Lemmer (en slechts zeer beperkte steun in de rest van de gemeente) werd Visser herkozen, maar wel als eenmansfractie. In 2018 won de NCPN zelfs een tweede zetel, ingenomen door Sake Barelds, al ging deze bij de volgende gemeenteraadsverkiezing weer verloren.
In 1994 was Visser lijsttrekker namens de NCPN voor de Tweede Kamer. In 1998 en 2003 stond hij lager op de lijst voor die partij (respectievelijk plek drie en vijf).
Naast het raadslidmaatschap heeft Visser ook nog een maandelijkse column in Manifest, de maandelijkse partijkrant van de NCPN. Voor zijn pensioen werkte Visser in de scheepvaart en de visserij.

## Persoonlijk
Rinze Visser is sinds 1964 getrouwd met zijn vrouw Lenie Visser-Wheda, tevens lid van de NCPN.

## Trivia
Rinze Visser was in 1970 de opvolger van Anne Visser (geen familie) als raadslid van de CPN in Lemmer. Anne Visser was in 1970 reeds 25 jaar raadslid van de CPN. Dit betekend dat het communisme in Lemmer al 80 jaar onafgebroken door een Visser wordt vertegenwoordigd.